# 科尔西
科尔西（法語：Corcy，法語發音：[kɔʁsi]）是法国上法蘭西大區埃纳省的一个市镇，属于苏瓦松区。

## 地理
科尔西（49°15'14"N, 3°12'42"E）面积7.25 平方千米，位于法国上法蘭西大區埃纳省，该省份为法国北部内陆省份，北起北部省，西接索姆省和瓦兹省，东临阿登省和马恩省，西南至塞纳-马恩省，东北部与比利时接壤。
与科尔西接壤的市镇（或旧市镇、城区）包括：法沃罗勒、弗勒里、隆蓬、卢阿特尔、蒙戈贝尔。

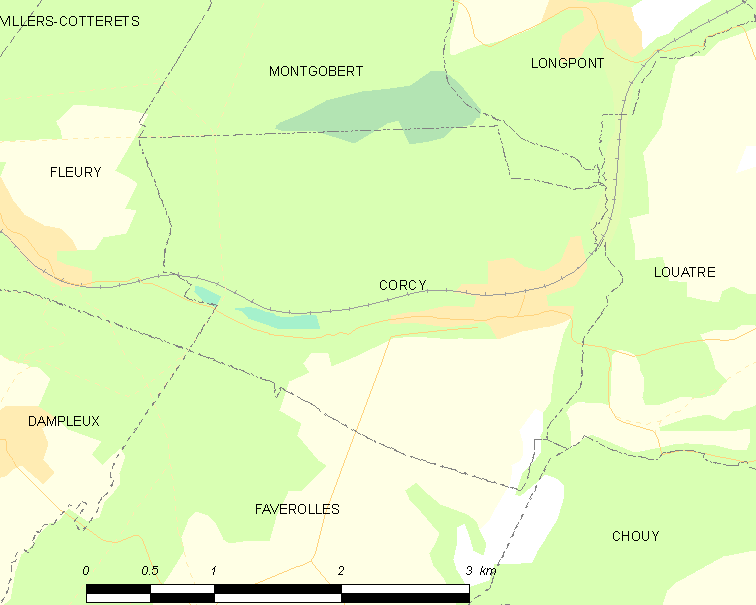
科尔西的OSM定位图

科尔西的时区为UTC+01:00、UTC+02:00（夏令时）。

## 行政
科尔西的邮政编码为02600，INSEE市镇编码为02216。

## 政治
科尔西所属的省级选区为维莱科特雷县。

## 人口

1962-2008年间科尔西人口变化图示

科尔西于2022年1月1日时的人口数量为318人。